# Бордже Милад

Бо́рдж-е Мила́д (перс. برج میلاد‎ — Borj-e Milâd, «Рождение») — самое высокое здание в Иране. Башня расположена в городе Тегеран. Высота башни от основания до конца шпиля антенны — 435 метров. «Голова» башни представляет собой большую капсулу с 12 этажами, крыша которой располагается на высоте 315 метров. Ниже расположены лестницы и лифты.

## Строение башни
В башне расположено три лифтовые шахты, в которых движутся 6 панорамных лифтов. Гондола башни насчитывает 12 этажей общей площадью 12 000 м² (самая большая площадь помещений телебашни в мире (на 2006 год)). Основание башни выполнено в виде правильного восьмиугольника, характерного для классической персидской архитектуры.
На высоте 276 м находится панорамный вращающийся ресторан. Выше располагаются различные помещения, предназначенные для телевидения, радиовещания, телекоммуникаций, метеостанций и служб управления дорожным движением.
Радиомачта сделана из стали и достигает высоты 120 м.

## Другое
Заказчиком этой телебашни является муниципалитет Тегерана. Башня спроектирована архитектором Мохаммадом Реза Хафези. Строительный подрядчик — компания Yadman Sazeh.